# کری گادلیمن
کِـری گادلیمن (انگلیسی: Kerry Godliman؛ زادهٔ ۱۷ نوامبر ۱۹۷۳) بازیگر و کمدین اهل بریتانیا است. وی از سال ۱۹۹۸ میلادی تاکنون مشغول فعالیت بوده‌است.
از فیلم‌ها یا برنامه‌های تلویزیونی که وی در آن نقش داشته‌است، می‌توان به وقت خانه، زندگی پس از مرگ و حرکت اشتباه اشاره کرد.